# Jaume Mercadé i Queralt
Jaume Mercadé i Queralt (Valls, 22 de juliol de 1889 - Barcelona, 1967) Fou un pintor i orfebre català. Deixeble de Francesc d'Assís Galí.

## Biografia
Fill de Jaume Mercadé i Fontanillas i Teresa Queralt i Rodon. Es va casar amb Rosa Farrés Blasi el 31 d'agost de 1931. Pare del pintor Jordi Mercadé Farrés.
Des de 1919 fou professor de joieria i orfebreria a l'Escola d'Arts i Oficis de la Mancomunitat. Realitzà la seva primera exposició individual a les Galeries Laietanes de Barcelona (1916). Iniciat en el fauvisme, després rebé la influència del noucentisme. La seva obra destaca per la serenitat i l'equilibri, dins d'una mesurada modernitat. És l'autor de la corona de la imatge de la Mare de Déu de la Candela que es conserva a l'església arxiprestal de Sant Joan de Valls. Cada deu anys -els acabats en 1- la ciutat de Valls dedica a la verge les Festes Decennals de la Mare de Déu de la Candela.
Al Museu Nacional d'Art de Catalunya es poden veure alguns quadres seus així com algunes joies realitzades en col·laboració amb Emili Armengol i Gall i Manolo Hugué.

## Obres destacades
- Garrofer (al Museu de Valls, l'Alt Camp)[4]
- Turons del Bosc de Valls, 1935
- Ametller florit, 1952